# 宽体华鳅
宽体華鳅（学名：Sinibotia reevesae）为輻鰭魚綱鯉形目沙鳅科華鳅属的鱼类，為亞熱帶淡水魚，是中国的特有物种。分布于四川省一般在长江干流、岷江、金沙江、雅砻江、沱江等水域的下游等，體長可達9.4公分，棲息在沙石底質、流動緩慢的溪流。该物种的模式产地在泸县窑滩。

## 扩展阅读
維基物種上的相關：宽体華鳅